# Сан-Буоно
Сан-Буоно (итал. San Buono) — коммуна в Италии, расположена в регионе Абруццо, подчиняется административному центру Кьети.
Население составляет 1201 человек, плотность населения составляет 48 чел./км². Занимает площадь 25 км². Почтовый индекс — 66050. Телефонный код — 0873.
Покровителем коммуны почитается священномученик Буоно, празднование 1 августа.